# Ясенецкий сельсовет
Ясенецкий сельсове́т — упразднённая административно-территориальная единица, существовавшая до 2010 года в составе Фатежского района Курской области. 
Административным центром была деревня Ясенок.

## География
Располагался на севере района. Граничил с Троснянским районом Орловской области.

## История
Образован 18 июля 1963 года путём переименования Игинского сельсовета в Ясенецкий. В 1978 году административный центр сельсовета был перенесён из села Игино в деревню Ясенок. 19 октября 1989 года из части территории Ясенецкого сельсовета (с. Игино, х. Красавчик, д. Лесновка, д. Локтионово) был выделен восстановленный Игинский сельсовет. Упразднён 26 апреля 2010 года путём присоединения к Верхнелюбажскому сельсовету.

## Населённые пункты
На момент упразднения в состав сельсовета входило 7 населённых пунктов:
| № | Населённый пункт | Тип населённого пункта |
| - | ---------------- | ---------------------- |
| 1 | Дворики          | деревня                |
| 2 | Новая Головинка  | деревня                |
| 3 | Новосёлки        | деревня                |
| 4 | Петроселки       | деревня                |
| 5 | Сергеевка        | деревня                |
| 6 | Старая Головинка | деревня                |
| 7 | Ясенок           | деревня, адм. центр    |

## Экономика
Многочисленные сельскохозяйственные артели сельсовета в первой половине 1960-х годов реорганизовались в единое хозяйство — колхоз «Путь к коммунизму» (председатели Проскурин Виктор Иванович,  Сотников Г. С., Кириченко В. А., Руденко Николай Федорович, Чаплыгин Алексей Васильевич, Брусенцев Юрий Вячеславович, Соколов Борис Иванович). В 90-х годах прошлого столетия колхоз «Путь к коммунизму» был преобразован в СХПК «Ясенецкий» (председатели Соколов Б. И., Русанов Владимир Иванович).

## Руководители сельсовета
- Форов, Павел Николаевич
- Ивакин
- Головина, Светлана Алексеевна
- Крутиков, Юрий Александрович
- Жердев, Николай Егорович